# Калайи-Нау

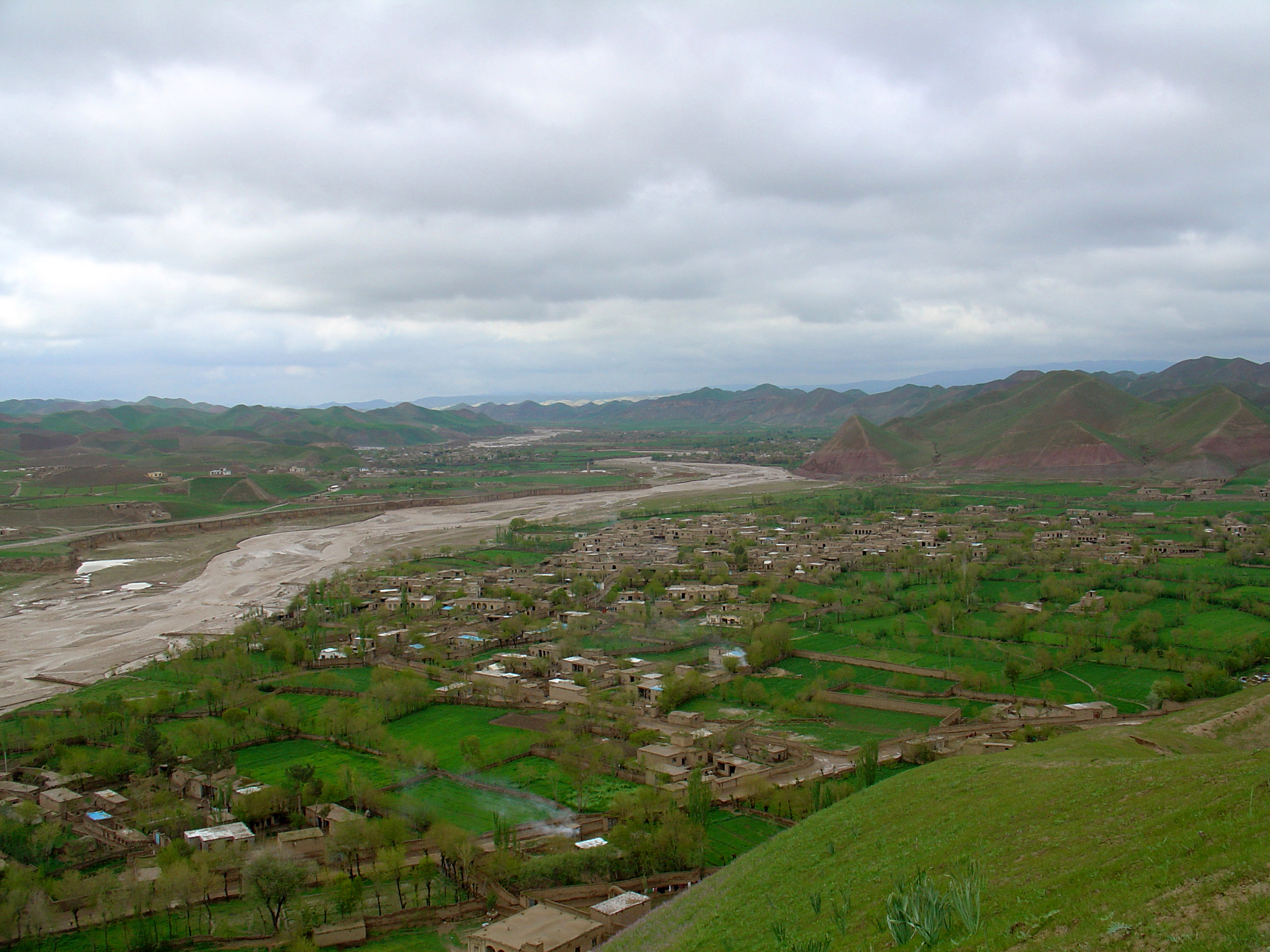
Вид на город

Кала́йи-На́у (дари قلعه نو Qal’a-ye Naw) — город в Афганистане, административный центр провинции Бадгис.

## Население
В 1979 году, во время последней проводившейся в Афганистане переписи населения, число жителей Калайи-Нау составило 5340 человек. Оценочные данные на 2010 год предполагают, что численность населения города составила порядка 12 300 человек. Большинство население составляют таджики (70-80%). Из другие нации узбеки, хазарицы, туркмены и другие проживают. 